# Alexandra Pascalidou
Alexandra Pascalidou (grekiska: Αλεξάνδρα Πασχαλίδου), född 17 juli 1970 i Bukarest i Rumänien, är en svensk skribent, författare, moderator och programledare.
Pascalidou har arbetat med frågor som mångfald, jämställdhet och mänskliga rättigheter i olika roller.

## Uppväxtår och utbildning
Pascalidou föddes av grekiska föräldrar i Rumänien 1970 och när hon var ett år flyttade familjen till Grekland. När hon var sex år gammal (1976) flyttade de till Sverige och hon växte upp i förorten Rinkeby i Stockholm.
Pascalidou har en högskoleexamen med statsvetenskap och internationella relationer som huvudämne och har läst juridik, kreativt skrivande, nationalekonomi och företagsekonomi. Hon har varit Erasmus-stipendiat på Kretas universitet.

## Karriär

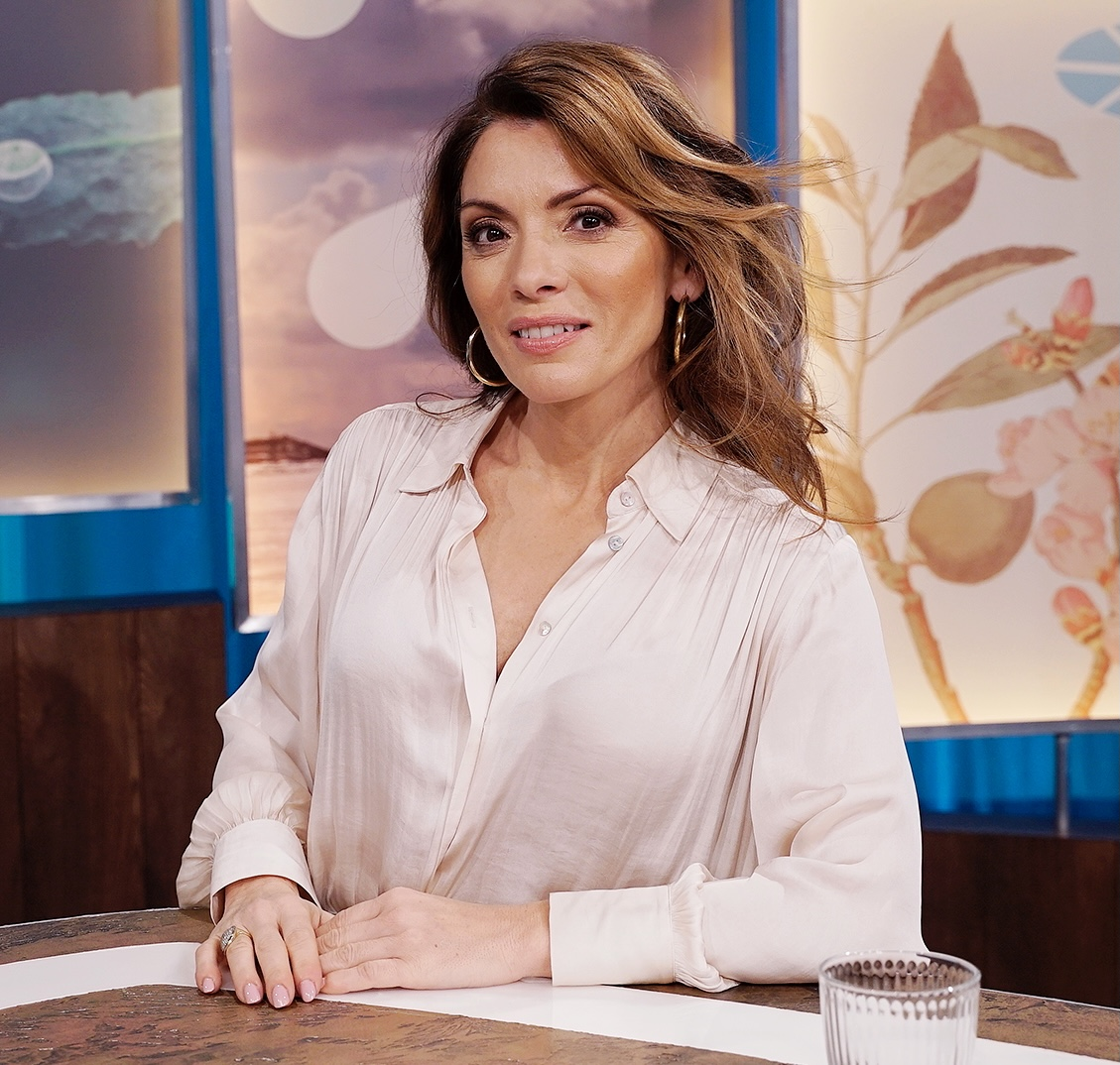
Alexandra Pascalidou medverkar 2021 i Go'kväll.

### Programledare
Pascalidou tog 1995 över programledarrollen för det mångkulturella magasinet Mosaik i Sveriges Television (SVT). Åren 2000–2001 ledde Pascalidou tv-programmet Som sagt i SVT, ett lördagsprogram som behandlade språk- och litteraturfrågor. Under denna tid var hon även producent och reporter för programmet Striptease med fokus på undersökande journalistik. Hon var i mitten på 1990-talet tillsammans med Michael Alonzo, Dogge Doggelito och Cissi Elwin förgrundsfigur i den svenska delen av Europarådets Antirasismkampanj "Alla olika alla lika" som i Sverige också gick under arbetsnamnet "Ungdom mot rasism (UMR)".
År 2004 var Pascalidou programledare för OS i Aten i SVT, och därefter bodde hon i två års tid i Grekland. Under den här tiden var hon bland annat programledare i TV; bland annat ledde hon fredagskvällsunderhållning i ERT där hon kom att intervjua Diego Maradona, Roberto Cavalli, Isabel Allende och Roger Moore. Hon var också programledare för delfinalen i Melodifestivalen 2005 med Shan Atci.
I januari 2007 blev Pascalidou en av fem programledare för TV4:s Förkväll; dock byttes samtliga av dessa programledare ut efter en tid. Hon var med i Pokermiljonen i TV4 och har varit programledare i bland annat SVT:s På flykt med Kjell Lönnå samt Uppesittarkväll med Anders Lundin. För Sveriges Radio är hon en av de återkommande programledarna för allmänhetens debattprogram Ring P1.
25 januari 2016 ledde hon semifinalslottningen för Eurovision 2016 i Stockholm. 
2017 anlitades Pascalidou av Utrikesdepartementet att genomföra fem intervjuer i UD-podden. Rebecca Weidmo Uvell ifrågasatte det journalistiska värdet och kritiserade UD, särskilt för den avslutande intervjun där utrikesministern Margot Wallström intervjuades av en person som hennes egen myndighet hade betalat.
2022 producerade Pascalidou en dokumentärserie i sju delar som visades på SVT. I "Mammorna i våldets skugga" berättar mammor vars söner dödats om deras erfarenheter och upplevelser.

### Författare
År 2001 debuterade Pascalidou med boken "Bortom mammas gata". Boken hyllades av recensenter och tilldelades bland annat Svenska PEN:s Bernspris och Kommunals Kulturstipendium. År 2018 gav hon ut boken "Mammorna" där hon gav röst åt 21 mammor i Sveriges fattigaste och mest utsatta områden. Den hyllades av en enig kritikerkår och sattes upp som pjäs på Riksteatern och Stadsteatern. År 2023 publicerades den fristående uppföljaren "Var är papporna?".

### Skribent och föreläsare
Pascalidou bloggade tidigare på Metros bloggsida Metrobloggen, och skrev under en period krönikor i tidningen Metro. Hon föreläser om mångfald och media, demokrati och rättvisefrågor, retorik och ledarskap, jämställdhet och kulturkompetens.

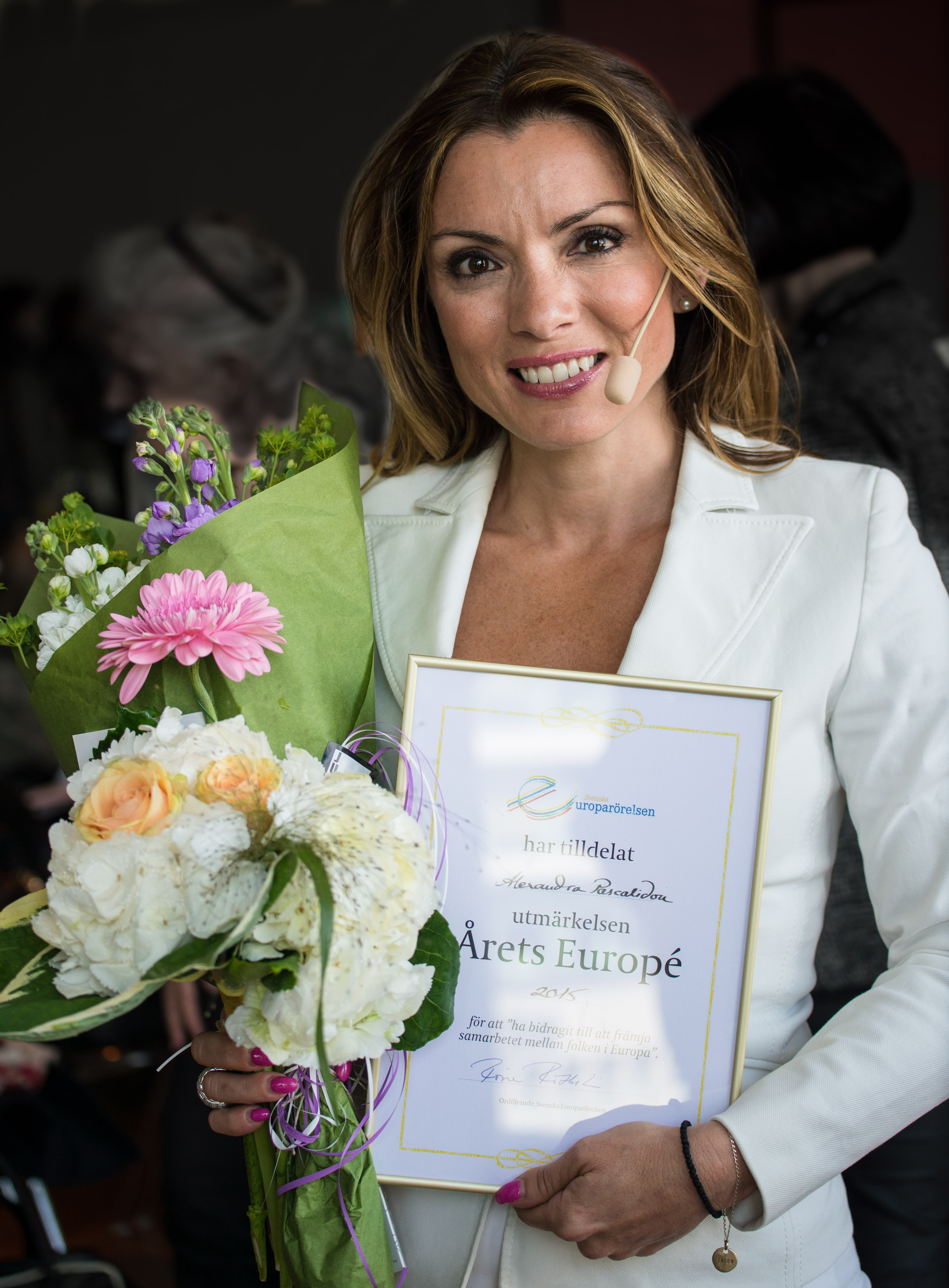
Alexandra Pascalidou får utmärkelsen Årets europé på Kulturhuset Stadsteatern i Stockholm 2015.

I oktober 2005 uppgav Kjell Häglund i Dagens Media att Pascalidou använt sig av spökskrivare för några av sina krönikor i Metro. Pascalidou tillbakavisade uppgifterna och hävdade att de var ett uttryck för rasism och sexism. År 2017 berättade Aron Flam i sin podcast Dekonstruktiv kritik att han var den åsyftade spökskrivaren, som 2005 var anställd av Pascalidou som konsult, researcher och textunderlagsförfattare.
Senare i oktober 2005 uppgav tidningen Resumé att Pascalidou plagierat text i sin krönika den 29 december 2003 i Metro, som hade stora likheter med en krönika av kolumnisten Daniel Hernandez som publicerades två dagar tidigare i Los Angeles Times. Pascalidou nekade även denna gång till anklagelserna, men medgav 2015 att hon borde ha uppgett källan.
I april 2015 anklagades Pascalidou för att ha plagierat text i en krönika som publicerades i Metro i mars 2015, och som innehöll formuleringar snarlika med en dikt av den turkiske poeten Aziz Nesin. Hon skrev senare på sin blogg att hon hade slarvat och skämdes samt att hon "... har varit skrivande journalist så länge att jag borde sökt sången och diktaren, satt citattecken och hänvisat till dem.” Efter avslöjandet tog Metro bort krönikan från sin webbplats, vilket tidningens ställföreträdande chefredaktör Kristoffer Rengfors motiverade med att texten "inte [höll] tillräcklig publicistisk höjd". Vid samma tidpunkt avslutade också Metro samarbetet med Pascalidou, enligt henne själv för att hon hade nya utmaningar som hon behövde frigöra tid för.

### Styrelseuppdrag
Pascalidou har suttit i BRIS styrelse samt i styrelsen för kvinnojouren Terrafem som arbetar med utsatta kvinnor. Hon är (2022) engagerad i kvinnors hälsa genom att vara ambassadör i 2,6 miljonerklubben och har varit mammaambassadör i RFSUs kampanj mot mödradödlighet. Hon sitter med i styrelsen för Stiftelsen Läxhjälpen som hjälper ungdomar i utsatta områden att klara av grundskolan för att få behörighet till gymnasiet. År 2022 blev hon utsedd till ordförande för UN Women i Sverige.

### Skådespelare
Efter Pascalidous bok Kaos – ett grekiskt krislexikon regisserade Anna Ulén föreställningen Alexandras odyssé på Göteborgs stadsteater. Dagens Nyheters Kristina Lindquist recenserade pjäsen och skrev 2017 att den bitvis var lika kaosartad som Greklands ekonomi, men att det i den övertydliga plakatteatern  även fanns ett uppfordrande samtal. Om Pascalidou skrev hon att hon inte är en skådespelare, men att hon som sig själv var en helt igenom scenisk varelse med humor, hetta och karismatisk närvaro. Sara Granath i Svenska Dagbladet skrev att föreställningen knappast var helgjuten, men att den klargjorde hur syndabockar skapas och utnyttjas i den nationalistiska propagandan.

### Välgörenhet
2014 deltog Pascalidou tillsammans med Lena Ag för organisationen Kvinna till Kvinna i en kändisspecial av Postkodmiljonären. De vann en miljon kronor åt "Kvinna till Kvinna".

### Grundare av den Nya Akademien
Pascalidou är grundare av Den Nya Akademien som delade ut ett internationellt litteraturpris i december 2018 till den guadeloupiska författaren Maryse Condé. Det var enda året priset utdelades.

## Familj
Pascalidou har varit sambo med chefredaktören för tidningen Res, Johan Lindskog, som hon har en dotter med. Dottern, Melina, var med i 2015 års julkalender, Tusen år till julafton, på SVT. Pascalidou har även varit sambo med Michael Alonzo.

### Litterär medverkan som redaktör, skribent, medförfattare
- ”Det nya landet” (redaktör & skribent) 1998
- ”Mitt namn är Iran” (Borea Bokförlag 2001) redaktör
- ”Korsvägar - röster om förortskultur” (Atlas) 2002 Redaktör & Medförfattare
- Svartskallar - så funkar vi” (Uppsala Publishing House 2003)
- ”Eldvatten” (Mattias Boströms förlag 1998)
- ”Till alla Vänner” (Semic 1999)
- ”Naturen i själ och hjärta” (Svenska Naturskyddsföreningen 2003) medförfattare
- ”Med andan i halsen” (Teknikföretagen) 2011 redaktör
- ”Brev till min dotter” (Forum 2017) medförfattare
- ”Saker jag hade velat veta när jag var 15” (Norstedts 2017) medförfattare
- ”Ordet är fritt” (Kartago 2017) - medförfattare
- Me Too- så går vi vidare. Röster, redskap och råd. (Lava) 2017 Red/medförfattare
- Prolog till “Walk a mile in my shoes” 2018
- Om Texter (Almqvist & Wiksell) 2003 (utdrag ur Bortom mammas gata)
- Arena Antologi 4 (Svenska för grundskolans senare del) Natur & Kultur (2007)
- Mångfald i Kulturlivet (Mångkulturellt centrum) 2004
- ”Tio byggnader som definierade 1980-talet” (Arkitektur förlag) Kap.1 om Tensta  Gymnasiums födelse och fall
- Prolog till ”Sabelles Röda Klänning” (Mirando Bokförlag 2015)
- Prolog till ”Annalisa och Födelsedagspresenten” (Idusförlag 2017)
- Epilog till ”Starka Kvinnor: sanna historier om modiga kvinnor” Ordalaget (2019)
- Pippiperspektiv – text i Jubileums-Antologin, Astrid Lindgren Text, (2020)
- Prolog till Otämjbar av Glennon Doyle, The Book Affair (2021)

### Dramatik
- ”Alexandras Odyssé” på Göteborgs Stadsteater Stora Scen 2017
- ”Mammorna” Riksteatern / Stadsteatern HT 2021

## Priser och utmärkelser
- 1996 – Sveriges sexigaste kvinna[28][29]
- 1998 – Immigrant-institutets förtjänstpris[28]
- 2001 – Bernspriset av Svenska PEN
- 2002 – Kommunalarbetsförbundets Kulturpris
- 2002 – Statstjänstemannaförbundets Arbetslivspris
- 2006 – En av de tio vinnarna av "Blatte Deluxe"-priset (Pascalidou vann litteraturpriset)
- 2015 – Årets europé i Sverige[30] av Svenska Europarörelsen
- 2016 – Stora Feministpriset[förtydliga]
- 2017 – 5i12-priset av 5i12-rörelsen motiverat bland annat med att hon hade "trots hat och hot från högerextrema grupper satt tydliga spår i samhällsdebatten under flera decennier och visat prov på stort mod och civilkurage"[31]
- 2018 – S:t Eriksmedaljen[32] av Stockholms stad
- 2018 – Stockholms stads Bellmanpris[33] av Kulturförvaltningen, Stockholms stad